# Johann Reichhart
Johann Baptist Reichhart (* 29. April 1893 in Wichenbach bei Wörth an der Donau; † 26. April 1972 in Dorfen) war ein deutscher Scharfrichter. Er war von 1924 bis 1946 staatlich bestellter Scharfrichter in Bayern und richtete insgesamt 3165 Menschen im staatlichen Auftrag hin. In der NS-Zeit richtete er auch außerhalb Bayerns zahlreiche Menschen hin, darunter viele, die wegen Widerstandes gegen den Nationalsozialismus zum Tod verurteilt worden waren. Zu den zahlreichen bekannten, von Reichhart hingerichteten Persönlichkeiten gehören auch die Geschwister Scholl. Nach Kriegsende setzte er seine Arbeit im Auftrag der Alliierten fort und vollstreckte 156 Hinrichtungen verurteilter nationalsozialistischer Kriegsverbrecher.

## Leben
Reichhart entstammte einer bayerischen Abdecker- und Scharfrichtersippe, die bis in die Mitte des 18. Jahrhunderts zurückzuverfolgen ist. Sein Vater († 1902) besaß in der Einöde Wichenbach bei Tiefenthal eine kleine Landwirtschaft und arbeitete im Nebenerwerb als Wasenmeister. Johann besuchte die Volks- und die Feiertagsschule in Wörth an der Donau und schloss beide mit Erfolg ab. Er machte eine Lehre als Metzger.

### Scharfrichter in der Weimarer Republik
Reichhart übernahm im April 1924 in Bayern das Amt des Scharfrichters von seinem Onkel Franz Xaver Reichhart (1851–1934). Bestellt vom bayerischen Justizministerium, wurde Reichhart mit 150 Mark je Hinrichtung, zehn Mark Tagesspesen und kostenloser Eisenbahnfahrkarte für die 3. Klasse entlohnt. Bei Hinrichtungen in der Pfalz durfte er auch per Schnellzug anreisen.
In den Jahren 1924 bis 1928 nahm die Anzahl der Hinrichtungen ab; im Jahr 1928 gab es eine Hinrichtung. Reichhart hatte zunehmend Schwierigkeiten, den Lebensunterhalt seiner Familie zu bestreiten. Er erreichte, dass er zukünftig eine Nebentätigkeit – auch im Ausland – ausüben durfte und er von der Residenzpflicht entbunden wurde. Mangels Aufträgen gab er 1925 sein Fuhrwerkgeschäft auf, ebenso wie im darauffolgenden Jahr seine Gastwirtschaft am Mariahilfplatz. Danach verkaufte er als Handlungsreisender katholische Traktate in Oberbayern. 1928 wollte Reichhart seinen Vertrag mit dem Justizministerium lösen; dies gelang ihm nicht. Er verlegte seinen Wohnsitz nach Den Haag und war dort erfolgreich als selbstständiger Gemüsehändler tätig. Im Frühjahr 1931 und im Juli 1932 reiste er nach München, um im Gefängnis Stadelheim je ein Todesurteil zu vollstrecken.
Im Juli 1932 veröffentlichten mehrere niederländische Zeitungen Artikel über Reichharts andere Tätigkeit und lüfteten damit sein Inkognito. Seine Geschäfte florierten nicht mehr und er kehrte im Frühjahr 1933 nach München zurück. Er erwog, seine Scharfrichtertätigkeit aufzugeben.

### Scharfrichter in der Zeit des Nationalsozialismus
Nach der Machtübernahme der Nationalsozialisten unterschrieb Reichhart am 22. Juni 1933 einen neuen Vertrag mit dem Bayerischen Justizministerium. Er erhielt nun ein festes, deutlich höheres Jahresgehalt, zahlbar in monatlichen Beträgen. Nach einer Anfrage des sächsischen Justizministeriums wurde Reichhart am 18. Juli 1933 bewilligt, dass er auch in Sachsen richten durfte; er erhielt eine Pauschale „nach Anfall“. Die Fallschwertmaschine und die Gehilfen wurden ihm an den Hinrichtungsstätten Dresden und Weimar vom Freistaat Sachsen gestellt. Nachdem er bei der bayerischen Justiz im Januar 1934 erreicht hatte, dass sein Jahreseinkommen auf 3720 Reichsmark angehoben wurde, brauchte er sich keine finanziellen Sorgen mehr zu machen.
Reichhart war ab dem 1. September 1933 dem NSKK, der NSKOV, der NSV und der DAF beigetreten. Zum 1. Mai 1937 trat er der NSDAP bei (Mitgliedsnummer 5.096.271).
Das Reichsjustizministerium teilte mit Erlass vom 25. August 1937 die Zuständigkeitsgebiete neu ein und benannte drei Scharfrichter. Ernst Reindel war zuständig für die zentralen Hinrichtungsstätten in Berlin, Breslau und Königsberg, Friedrich Hehr war zuständig für die Hinrichtungen in Butzbach, Hamburg, Hannover und Köln. Reichhart wurde benannt für die Hinrichtungen in München, Dresden, Stuttgart und Weimar. Nach dem Anschluss Österreichs verfügte Reichsjustizminister Franz Gürtner am 19. Februar 1939 die Änderung der Gebietseinteilung. Reichhart gab Weimar an Friedrich Hehr ab und übernahm zusätzlich Wien und Frankfurt (Frankfurt ersetzte Butzbach). Vorübergehend litt er unter Depressionen.
Während seiner gesamten Dienstzeit bemühte sich Reichhart, den Hinrichtungsablauf zu beschleunigen und für den Verurteilten „weniger belastend“ zu machen. Ab etwa 1939 ließ er das Kippbrett (bascule) an der Guillotine durch eine fest montierte Richtbank ersetzen. Der Verurteilte wurde durch die Scharfrichtergehilfen ohne vorheriges Anschnallen lediglich festgehalten, bis das Beil gefallen war. Die schwarze Augenbinde schaffte er ab. Einer seiner Gehilfen hielt dem Verurteilten die Augen zu. Durch diese Maßnahmen verkürzte sich die Vollstreckungszeit laut ihm auf drei bis vier Sekunden.
Reichhart vollzog vertretungsweise auch Hinrichtungen in Köln, Frankfurt-Preungesheim, Berlin-Plötzensee, im Zuchthaus Görden und in Breslau, wo ebenfalls zentrale Hinrichtungsstätten eingerichtet worden waren. Von 1938 bis 1944 war er auch zuständiger Scharfrichter für die zentralen Hinrichtungsstätten in Wien und Graz. Insgesamt vollstreckte er seit 1924 während der Weimarer Republik und der Zeit des Nationalsozialismus 2951 Todesurteile mit der Guillotine und 59 mit dem Galgen. Unter den Verurteilten waren 250 Frauen. Er richtete auch am 22. Februar 1943 Hans und Sophie Scholl hin, die bekanntesten Mitglieder der Widerstandsgruppe Weiße Rose. Reichhart äußerte später, er habe noch nie jemanden so tapfer sterben sehen wie Sophie Scholl.

Zentrale Hinrichtungsstätten und Vollstreckungsbezirke im Deutschen Reich (1944)

Nach dem Attentat vom 20. Juli 1944 auf Adolf Hitler stieg die Zahl der Hinrichtungen stark an. Entsprechend der seit Dezember 1944 gültigen Einteilung war Reichhart als verantwortlicher Scharfrichter der zentralen Hinrichtungsstätte für den Vollstreckungsbezirk VIII (mit den Standorten München-Stadelheim, Untersuchungsgefängnis Stuttgart und Zuchthaus Bruchsal) vorgesehen.

### Scharfrichter für die US-Militärregierung
Nach Kriegsende wurde Reichhart im Mai 1945 von Angehörigen der US-Armee verhaftet und für eine Woche in das Gefängnis München-Stadelheim gebracht. Danach wurde er von der US-Militärregierung in Deutschland bis Ende Mai 1946 weiterbeschäftigt. Er hängte rund 20 zum Tode verurteilte Kriegsverbrecher im Kriegsverbrechergefängnis Landsberg. Die hierfür erforderliche Technik muss ihm spätestens seit 1942 bekannt gewesen sein, als er einen Konstruktionsvorschlag für einen Galgen britischer Bauart mit Falltür einreichte (Long Drop), der jedoch vom Reichsjustizministerium abgelehnt wurde (das Hängen war durch die Lex van der Lubbe vom 29. März 1933 als zusätzliche Hinrichtungsart eingeführt worden). Im Dritten Reich musste Reichhart die österreichische Methode der Strangulation benutzen.
Im August 1945 wurde er bei der Münchner Stadtverwaltung denunziert, er wohne in einer Villa und besitze mehrere Personenwagen. Formal war er weiterhin Scharfrichter des Freistaates Bayern, ohne in dieser Funktion tätig zu werden.
Ende Mai 1946 will Reichhart erfahren haben, dass er infolge einer Namensverwechslung zwei Unschuldige hingerichtet habe. Seitdem vollstreckte er keine Hinrichtung mehr.
Die gelegentlich zu findende Behauptung, er habe den amerikanischen Master Sergeant John C. Woods im Umgang mit dem Galgen angelernt und sei von den Amerikanern beauftragt worden, den Bau der Galgen in Nürnberg zu überwachen, ist widerlegt. Den Galgenbau überwachte vielmehr Woods selbst. Woods, der am 16. Oktober 1946 die im Nürnberger Prozess gegen die Hauptkriegsverbrecher Verurteilten henkte (assistiert von Joseph Malta), hatte auch zu diesem Zeitpunkt bereits umfangreiche Erfahrung mit dem Galgen.
Insgesamt hatte Reichhart in seiner 23-jährigen Tätigkeit als Scharfrichter 3165 Menschen getötet.

### Leben nach Ende der Scharfrichtertätigkeit

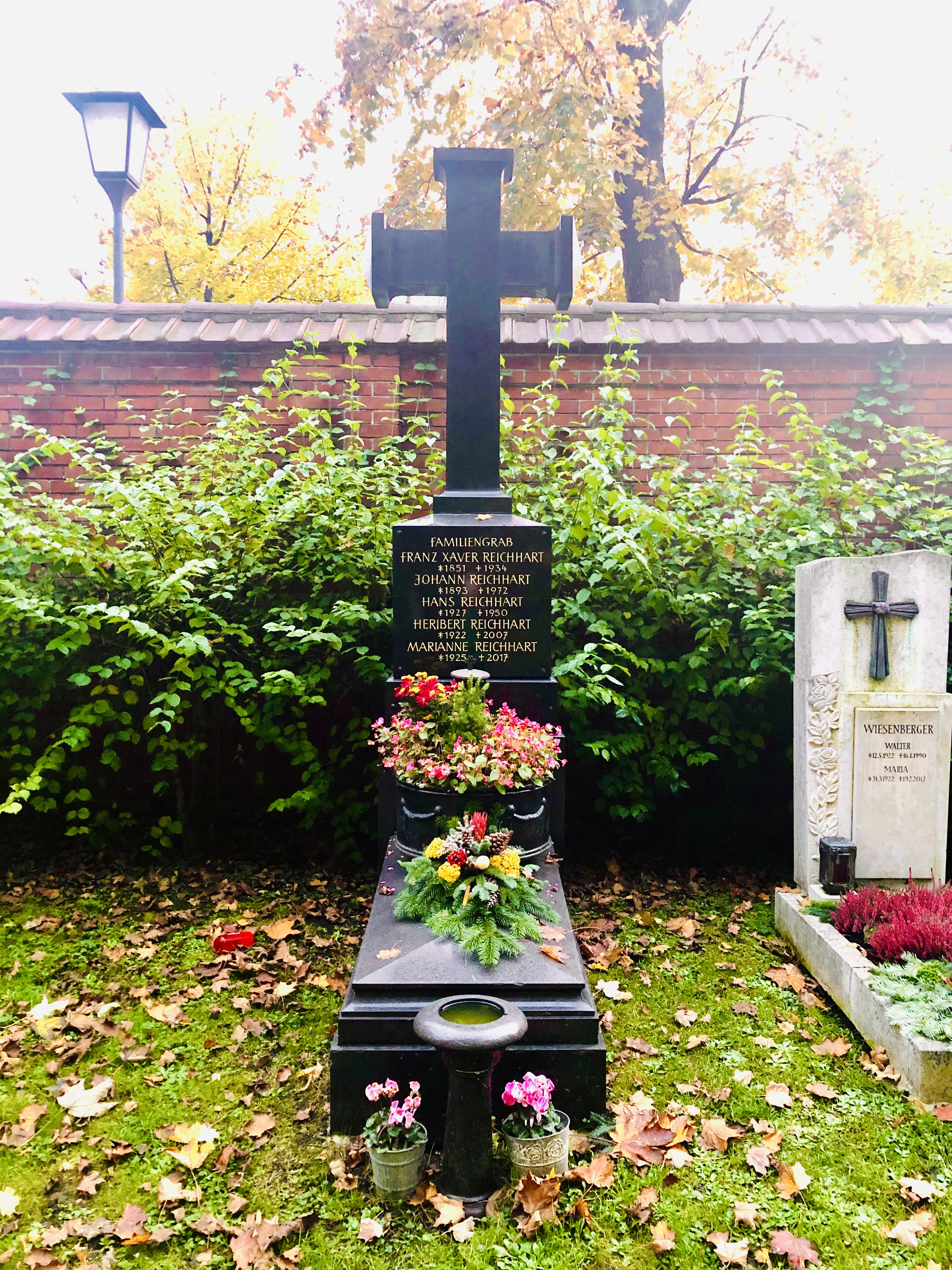
Grab der Scharfrichter Franz Xaver Reichhart und Johann Baptist Reichhart. Ostfriedhof München

Im Mai 1947 wurde Reichhart erneut inhaftiert. In einem Spruchkammerverfahren in München wurde er Anfang September 1947 zunächst „in die Gruppe der Hauptschuldigen eingereiht und zu zehn Jahren Zwangsarbeit in einem Arbeitslager verurteilt“; im Dezember 1948 wurde er dann als lediglich „belastet“ entnazifiziert und zu zwei Jahren Arbeitslager sowie des Einzugs der Hälfte seines Vermögens verurteilt. Nach einem Berufungsverfahren wurde die Strafe auf anderthalb Jahre reduziert und ein dreißigprozentiger Vermögenseinzug angeordnet. Da die Haftstrafe abgegolten war, wurde Reichhart anschließend entlassen. Reichharts Tätigkeit machte ihn zu einer einsamen Person. Seine Ehe scheiterte, sein Sohn Hans starb 1950 durch Suizid; der Beruf des Vaters und dessen Entnazifizierungsverfahren hatten ihn stark belastet.
Verarmt und von vielen verachtet lebte Reichhart von einer kleinen Militärrente aus dem Ersten Weltkrieg. Als 1963 während einer Mordserie an Taxifahrern Forderungen nach Wiedereinführung der Todesstrafe laut wurden, sprach er sich gegen die Todesstrafe aus. Im gleichen Jahr wurde er allerdings Ehrenmitglied im „Verein zur Wiedereinführung der Todesstrafe e. V.“. Johann Reichhart starb am 26. April 1972 im Alter von fast 79 Jahren im Krankenhaus von Dorfen. Zuvor war er zeitweise in der Nervenheilanstalt Algasing gewesen.

## Sonstiges
Anfang 2014 wurde bekannt, dass eine im Depot des Bayerischen Nationalmuseums lagernde Guillotine vermutlich von Reichhart benutzt worden war, mit der u. a. die Geschwister Scholl hingerichtet worden waren. Der damalige bayerische Kultus- und Wissenschaftsminister Ludwig Spaenle entsprach den Empfehlungen eines Gremiums aus Mitgliedern der Weiße Rose Stiftung und Wissenschaftlern und entschied, die Guillotine nicht öffentlich auszustellen. Befürchtet wurde, sie könne ansonsten „zum bevorzugten Reiseziel für Eventtouristen und für Voyeure“ werden.
Erste Presseberichte meldeten fälschlich, in der Gedenkstätte Münchner Platz Dresden sei eine Guillotine ausgestellt. Die Gedenkstätte dementierte dies.
Die deutsche Mittelalterband Tanzwut widmete ihm das Stück Johann auf ihrem 2021 erschienenen Album Die Tanzwut kehrt zurück.

## Theaterstücke
- Bernhard Setzwein: 3165 – Monolog eines Henkers. Uraufführung: Landestheater Oberpfalz, Weiden, 7. Dezember 2007; als Hörspiel: LOhrBär-Verlag, Regensburg 2008, ISBN 978-3-939529-05-7.
- Christian Lex: Von der Unachtsamkeit der Liebe. Uraufführung: Landestheater Niederbayern, Landshut, 28. Februar 2014, Regie Michael Lerchenberg.[30][31]